# Efeito Gunn-Peterson
Em espectroscopia astronómica, o efeito Gunn-Peterson é uma característica do espectro eletromagnético de quasares devido à presença de hidrogénio neutro no meio intergaláctico.
O efeito é caracterizado pela supressão de emissões electromagnéticas de um quasar em comprimentos de onda menores que as da linha Lyman-alfa no desvio para o vermelho da luz emitida. Este efeito foi previsto originalmente em 1965 por James E. Gunn e Bruce Peterson.
Este efeito significa que o meio intergaláctico entre nós e um determinado quasar distante, deverá estar ionizado e aquecido.

## Primeira detecção
Por mais de três décadas após a previsão, nenhum objecto foi encontrado a uma distância suficiente para demonstrar o efeito Gunn-Peterson. Só em 2001, com a descoberta de um quasar com um valor de desvio para o vermelho de  z = 6,28 por Robert Becker usando dados do Sloan Digital Sky Survey, é que foi possível observar finalmente o efeito de Gunn-Peterson. O artigo também incluía quasares com desvio para o vermelho de z = 5,82 e z = 5,99, e, embora estes dois apresentassem absorções em comprimentos de onda no lado azul da transição Lyman-alfa, apareciam numerosos picos no fluxo também. O fluxo do quasar com  z = 6,28, no entanto, era efectivamente zero para além do limite Lyman-alfa, significando que a fracção de hidrogénio neutro no meio intergaláctico teria que ser maior de ~10−3.